# NGC 2924
NGC 2924 (другие обозначения — MCG −3-25-8, VV 808, NPM1G −16.0288, PGC 27253) — эллиптическая галактика (E) на расстоянии около 52 Мпк в созвездии Гидры. Открыта Джоном Гершелем в 1836 году. Входит в группу галактик LDC 652.
Классифицируется как карликовая эллиптическая галактика. Считается, что она недавно пережила событие слияния с другой галактикой. С восточного края окружена двумя оболочками с низкой поверхностной яркостью, размеры которых больше размеров самой галактики. На её северо-западный край в 1′ от центра проецируется более удалённая и тусклая спиральная галактика PGC 898725, не являющаяся физическим компаньоном NGC 2924.
Этот объект входит в число перечисленных в оригинальной редакции «Нового общего каталога».

## Объект для любительских наблюдений
В 10-дюймовый любительский телескоп галактика видна как тусклый, небольшой, довольно слабо сконцентрированный объект, слегка вытянутый с северо-востока на юго-запад. На него не проецируются звёзды поля, кроме чрезвычайно тусклой звезды на юго-западной оконечности. К юго-востоку находится тусклая звезда. Джон Гершель описал объект как «весьма яркий, небольшой, округлой формы».